# La disciplina di Penelope
La disciplina di Penelope è un romanzo giallo dell'autore pugliese Gianrico Carofiglio pubblicato nella serie dei Gialli Mondadori nel 2021. Si tratta della prima storia avente come protagonista l'ex pubblico ministero Penelope Spada.

## Trama
Penelope Spada è un ex pubblico ministero milanese che ha dovuto lasciare la professione in seguito a un non meglio precisato incidente; da allora vive una vita sull'orlo della depressione, quasi alcolizzata e con numerose e sregolate avventure sessuali. Un giorno le viene presentato Mario Rossi, la cui moglie Giuliana è stata uccisa un anno prima per poi venire ritrovata uccisa in un campo vicino a Rozzano; in un primo momento Rossi era stato indicato come unico indagato per uxoricidio, ma era poi stato assolto per insufficienza di prove. L'uomo chiede a Penelope di indagare privatamente sul caso per scoprire il vero omicida e potersi così riabilitare, soprattutto agli occhi della figlia. Dopo un'iniziale titubanza, Penelope accetta l'incarico.
Penelope indaga a fondo nella vita personale di Giuliana, scoprendo che la donna aveva un carattere estremamente volubile ed era da tempo in crisi col marito; aveva avuto diverse avventure extraconiugali, ma nessuna che possa giustificarne l'omicidio. Scopre tuttavia che sul cadavere erano stati rinvenuti i peli di un cane bianco, e che nei giorni precedenti alla sua uccisione la donna era stata vista da una sua vecchia amica con indosso un anello di grande valore, del quale il marito non era a conoscenza e che non era mai stato ritrovato; Penelope comincia a pensare che Giuliana sia stata uccisa in seguito a un tentativo di rapina finito male, anche se molte cose continuano a non essere chiare.
La svolta arriva quando, per mezzo di un suo informatore, Penelope incontra un ladro d'appartamenti che, la sera prima del ritrovamento del cadavere di Giuliana, era penetrato in una casa nei dintorni di Porta Genova per compiere un furto, e vi aveva trovato una donna assassinata: il malvivente era scappato e non aveva mai denunciato il fatto nel timore di essere incriminato. Nel frattempo Penelope arriva alla conclusione che, contrariamente a quanto era stato sempre creduto, l'assassino di Penelope possa non essere un uomo, ma una donna; indagando nella zona e cercando la padrona di un cane bianco, arriva così a incontrare la vera assassina di Giuliana. Questa, rappresentante di gioielli, aveva intessuto con la vittima una relazione lesbica, finendo poi per innamorarsi di lei; Giuliana, tuttavia, si era presto stancata della loro storia e l'aveva lasciata, ma lei l'aveva uccisa con un colpo di pistola per poi occultarne il cadavere. In seguito, l'omicida aveva pensato di costituirsi, ma non lo aveva fatto poiché temeva di abbandonare il proprio bull terrier, una femmina di nome Olivia, a cui era affezionatissima.
L'assassina viene assicurata alla giustizia, non prima di aver affidato Olivia a Penelope, che decide di prendersene cura.

## Edizioni
- Gianrico Carofiglio, La disciplina di Penelope, Il Giallo Mondadori, Arnoldo Mondadori editore, 2021,  p. 185, ISBN 9788804726739.